# Атоммаш (футбольный клуб)
«Атомма́ш» — советский и российский футбольный клуб из Волгодонска, Ростовская область, существовавший в 1979—1994 годах.

## История
Команда «Атоммаш» дебютировала в чемпионате Ростовской области в 1979 году, где заняла 4-е место. В то время она представляла завод атомного машиностроения Атоммаш. В январе 1980 года решением коллегии Спорткомитета СССР «Атоммаш» получил право участия в чемпионате СССР среди команд второй лиги. С 1980 года «Атоммаш» — бессменный участник чемпионатов страны.
Первые два года атоммашевцы только набирались опыта. В 1980 году команда занимает 13 место из 18-ти, а чемпионат 1981 года «Атоммаш» и вовсе закончил на последнем месте. И лишь в переходных матчах с азовским «Лучом» волгодонцы добились права на следующий год выступать в чемпионате СССР. В 1982 году в «Атоммаше» сменился главный тренер. Вместо Геннадия Матвеева волгодонскую команду возглавил Анатолий Иванов, который поднял «Атоммаш» до восьмого места. Но следующий год атоммашевцы вновь проводят не очень удачно, заняв в итоге 13 место из 16-ти.
В 1984 году команду возглавил новый главный тренер — выпускник Волгоградского института физкультуры и аспирантуры Государственного института физкультуры Александр Сергеевич Ирхин. Вместе с новым тренером пришли и новые игроки, в основном — воспитанники отделения футбола Ростовского спортинтерната. В результате команда преобразилась. В 1984 году «Атоммаш» занял третье место, в 1985-м — пятое и в 1986 — четвёртое.
В последнем чемпионате СССР 1991 года волгодонская команда занимает 5-е место во второй лиге, благодаря чему в 1992 году, после распада Советского Союза, получает право играть в первой лиге российского чемпионата. Правда, задержалась команда там лишь на один сезон. Чтобы удержаться в первой лиге, «Атоммашу» не хватило всего лишь одного очка.
1993 год для команды был одним из самых неудачных. «Атоммаш» занял 14-е место из 16-ти и со следующего сезона играл в третьей лиге. Команду покинули почти все игроки, осталось только пять человек. Но нашелся тренер, который в кратчайшие сроки из ничего создал совершенно новый коллектив. Это был Валерий Николаевич Зубаков, приехавший в город из Элисты. И в 1994 году «Атоммаш» занимает уже девятое место (после 14-го это, несомненно, был успех). Однако тот сезон был последним в истории команды. В трудные для страны и города времена, чтобы удержать футбол на высоком уровне, было решено объединить «Атоммаш» с другой командой из Волгодонска — «Химиком». Появился футбольный клуб «Волгодонск».

## Статистика выступлений
| Сезон             | Лига                              | Место | И  | В  | Н  | П  | РМ    | О  | Кубок | Примечания           |
| ----------------- | --------------------------------- | ----- | -- | -- | -- | -- | ----- | -- | ----- | -------------------- |
| Первенство СССР   |                                   |       |    |    |    |    |       |    |       |                      |
| 1979              | Первенство Ростовской области     | 4     |    |    |    |    |       |    | —     |                      |
| 1980              | Вторая лига СССР, 3-я зона        | 13    | 34 | 11 | 7  | 16 | 31-44 | 29 | —     |                      |
| 1981              | Вторая лига СССР, 3-я зона        | 18    | 34 | 6  | 5  | 23 | 31-71 | 17 | —     |                      |
| 1982              | Вторая лига СССР, 3-я зона        | 8     | 32 | 13 | 7  | 12 | 44-49 | 33 | —     |                      |
| 1983              | Вторая лига СССР, 3-я зона        | 13    | 30 | 10 | 3  | 17 | 37-49 | 23 | —     |                      |
| 1984              | Вторая лига СССР, 3-я зона        | 3     | 30 | 18 | 3  | 9  | 51-31 | 39 | —     |                      |
| 1985              | Вторая лига СССР, 3-я зона        | 5     | 30 | 14 | 7  | 9  | 57-49 | 35 | —     |                      |
| 1986              | Вторая лига СССР, 3-я зона        | 4     | 32 | 19 | 3  | 10 | 83-43 | 41 | 1/64  |                      |
| 1987              | Вторая лига СССР, 3-я зона        | 7     | 32 | 15 | 7  | 10 | 58-37 | 37 | —     |                      |
| 1988              | Вторая лига СССР, 9-я зона        | 8     | 30 | 12 | 7  | 11 | 44-40 | 31 | 1/16  |                      |
| 1989              | Вторая лига СССР, 9-я зона        | 19    | 42 | 12 | 5  | 25 | 56-84 | 29 | —     |                      |
| 1989              | Вторая лига СССР, Доп. финал      | 2     | 2  | 1  | 0  | 1  | 0-1   | 2  | —     |                      |
| 1990              | Вторая низшая лига СССР, 4-я зона | 7     | 32 | 14 | 4  | 14 | 42-42 | 32 | —     |                      |
| 1991              | Вторая низшая лига СССР, 4-я зона | 5     | 42 | 20 | 11 | 11 | 59-38 | 51 | —     |                      |
| Первенство России |                                   |       |    |    |    |    |       |    |       |                      |
| 1992              | Первая лига, зона «Центр»         | 16    | 34 | 11 | 5  | 18 | 26-59 | 27 | 1/64  | Вылет во Вторую лигу |
| 1993              | Вторая лига, 2-я зона             | 14    | 30 | 9  | 3  | 18 | 38-52 | 21 | 1/128 | Вылет в Третью лигу  |
| 1994              | Третья лига, 2-я зона             | 9     | 32 | 14 | 6  | 12 | 42-42 | 34 | 1/64  | Расформирован        |

## Тренеры
- Егорович, Вячеслав Владимирович (1978—1979)
- Шкляр, Сергей Сергеевич (1979)
- Матвеев, Геннадий Михайлович (1980—1981)
- Иванов Анатолий Николаевич (1982—1983)
- Ирхин, Александр Сергеевич (1984—1987)
- Антонов, Геннадий Георгиевич (1987—1989)
- Раков, Александр Александрович (1989—1993)
- Зубаков, Валерий Николаевич (1994)